# Actia eucosmae
Actia eucosmae är en tvåvingeart som beskrevs av Mario Bezzi 1926. Actia eucosmae ingår i släktet Actia och familjen parasitflugor. Inga underarter finns listade i Catalogue of Life.